# نادي أوليمبيا (ساو باولو)
نادي أوليمبيا لكرة القدم (Olímpia Futebol Clube) يشار إليه عادة باسم أوليمبيا، هو نادي كرة قدم محترف برازيلي مقره في أوليمبيا ‏ ، ساو باولو .